# エヴァニア・ペリティ
エヴァニア・ペリティ（Evania Pelite、1995年7月12日 - ）は、オーストラリアの女子ラグビー選手。

## プロフィール
- オーストラリア・ブリスベン出身[1]。
- ポジションはフルバック(FB)。
- 身長 169cm、体重 67kg

## 略歴
2016年、リオ五輪の7人制女子オーストラリア代表に選ばれて金メダルを獲得。
そして2021年、東京五輪の7人制女子オーストラリア代表に選ばれた。